# Calcideo
Calcideo (in greco antico: Χαλκιδεύς?, Chalkidèus; metà del V secolo a.C. – Mileto, 412 a.C.) è stato un ammiraglio spartano.

## Biografia
Nella primavera e nell'estate del 412 a.C., dopo la sconfitta ateniese in Sicilia, Alcibiade e Calcideo andarono in Ionia per indurre a ribellarsi le colonie ateniesi della zona; Alcibiade era stato nominato comandante nell'inverno precedente al posto dell'ammiraglio Melancrida in occasione di un terremoto, interpretato come cattivo auspicio.
Attraversando il mar Egeo con solo cinque navi, i due riuscirono a sollevare per prime Chio, Eritre e Clazomene; poi, colla flotta di Chio, convinsero anche Teo; infine, anche Mileto, circa la quale fu firmato il primo accordo col satrapo persiano Tissaferne. In questo tempo sembra che Calcideo sia rimasto a Mileto, sorvegliato a distanza dalla flotta ateniese di Lade, il porto della città.
Nel frattempo, però, gli Ateniesi si riorganizzarono e, colle loro forze numericamente superiori, riuscirono a bloccare Calcideo a Mileto, impedendogli di comunicare colle città vicine, che erano in rivolta. Prima di potersi unire alle forze dell'ammiraglio Astioco, che appena arrivato s'era subito concentrato su Chio e su Lesbo, Calcideo fu ucciso, quella stessa estate, in un combattimento cogli Ateniesi di Lade.